# خانه‌ام ابری است: شعر نیما از سنت تا تجدد
خانه‌ام ابری است: شعر نیما از سنت تا تجدد کتابی از تقی پورنامداریان است که در آن نویسنده به نقد و بررسی اشعار نیما یوشیج می‌پردازد. برخی صاحبنظران این کتاب را جامع‌ترین اثر در زمینه نیما‌‌پژوهی می‌دانند.

## نقد و نظر
علی محمدی نقد مفصلی بر این کتاب نوشته‌است.
نقد دیگری بر این کتاب در نشریه تردید منتشر شده‌است.